# Ramche (Rasuwa)
Ramche (nep. राम्चे, trl. Rāmce, trb. Ramće) – gaun wikas samiti w środkowej części Nepalu w strefie Bagmati w dystrykcie Rasuwa. Według nepalskiego spisu powszechnego z 2001 roku liczył on 397 gospodarstw domowych i 2153 mieszkańców (1032 kobiet i 1121 mężczyzn).